# Amethyst, Princess of Gemworld
Amethyst, Princess of Gemworld est une super-héroïne créé par Dan Mishkin, Gary Cohn et Ernie Colón pour la série de bande dessinée publiée par DC Comics dans les années 1980. La série raconte l'histoire d'une adolescente nommée Amy Winston, qui découvre qu'elle est la princesse orpheline du royaume magique de Gemworld. Amy apprend qu'un roi mauvais, Dark Opal, est là pour le détruire, et se rend à Gemworld afin de le vaincre. La première publication remonte à avril 1983.

## Historique des publications
Le projet d'Amethyst a été prévu à l'origine sous le nom de Changeling chez DC Comics, comme le personnage principal était abandonné sur Terre étant enfant. Cependant, ce nom était déjà utilisé par un autre héros adolescent, Beast Boy. Dan Mishkin l'a renommé "Amethyst", ce qui inspira à son tour le thème des noms des autres personnages de la série et la nature même du monde de Gemworld.
La première apparition d'Amethyst est dans une histoire secondaire présente dans The Legion of Super-Heroes n°298 (Avril 1983). Son histoire commence peu de temps après, dans la série en 12 numéros de Amethyst: Princess of Gemworld en 1983, créée et écrite par Dan Mishkin et Gary Cohn avec Ernie Colón aux dessins. Cette première série établie le Gemworld, l'identité d'Amethyst et introduit plusieurs de ses vilains récurrents. La série fut suivie par un annual en 1984 et par une nouvelle série de seize numéros (1985 - 1986). Une nouvelle série de quatre numéros, dessinée par Esteban Maroto, met fin aux aventures du personnage. Il y a aussi un one-shot avec Superman dans DC Comics Presents n°63 (Novembre 1983).
Le personnage réapparaît en 2005, après 18 ans d'apparitions sporadiques, dans la série Infinite Crisis. En juin 2012, il fut annoncé qu'Amethyst ferait ses débuts dans le reboot du DC Universe, The New 52. Elle fait partie de la nouvelle série de Sword of Sorcery comme personnage principal. La série dura jusqu'en mai 2013, date à laquelle elle fut annulée.